# Entrische Kirche
Entrische Kirche este o arie protejată (arie specială de conservare — SAC, sit de importanță comunitară — SCI) din Austria întinsă pe o suprafață de 6,39 ha, integral pe uscat.

## Localizare
Centrul sitului Entrische Kirche este situat la coordonatele 47°16′48″N 13°05′08″E / 47.28°N 13.0856°E.

## Înființare
Situl Entrische Kirche a fost declarat sit de importanță comunitară în iunie 2001 pentru a proteja 3 specii de animale. Situl a fost protejat și ca arie specială de conservare în ianuarie 2007.

## Biodiversitate
Situată în ecoregiunea alpină, aria protejată conține 1 habitat natural: Peșteri inaccesibile publicului.
La baza desemnării sitului se află mai multe specii protejate de  mamifere (3): liliac cârn (Barbastella barbastellus), liliac comun (Myotis myotis), liliacul mic cu potcoavă (Rhinolophus hipposideros).
Pe lângă speciile protejate, pe teritoriul sitului au mai fost identificate 1 specie de păsări, 5 specii de mamifere, 5 specii de nevertebrate.